# Светско првенство у хокеју на леду 2018.
Светско првенство у хокеју на леду 2018. (дан. IIHF Verdensmesterskabet 2018) било је 82. по реду такмичењу за титулу светског првака у хокеју на леду у организацији Светске хокејашке федерације (ИИХФ). По први пут домаћин турнира била је Данска, односно градови Копенхаген и Хернинг. Првенство се играло у периоду од 4. до 20. маја 2018. године. 
Нови учесници су две првопласиране селекције са прошлогодишњег првенства прве дивизије, повратник у елитну групу Аустрија и дебитант Јужна Кореја. На првенству као и наредних година учествује 16 репрезентација подељених у две групе са по 8 екипа. 
Титулу светског првака освојену годину дана раније са успехом је одбранила селекција Шведске која је у финалном мечу након бољег извођења пенала савладала репрезентацију Швајцарске. У утамици за бронзану медаљу селекција Сједињених Држава савладала је Канаду. Из елитне групе су испали Јужна Кореја која је заузела последње место са свега 4 постигнута поготка, те селекција Белорусије која се у елитној групи такмичила 14 година узастопно. 
На првенству су одигране 64 утакмице, а постигнуто је укупно 384 гола, или у просеку 6 погодака по утакмици. Све утакмице је у дворани уживо гледало 520.481 гледалац, или у просеку 8.133 гледаоца по утакмици. По избору директората турнира, за најкориснијег играча првенства проглашен је нападач репрезентације Сједињених Држава Патрик Кејн који је са 20 индексних поена (8 голова и 12 асистенција) уједно и најефикаснији играч шампионата. 
Званична маскота првенства је паче из бајке Ханса Кристијана Андерсена „Ружно паче”.

## Избор домаћина
Званичне кандидатуре за организацију Светског првенства 2018. поднеле су две државе, Данска и Летонија. Крајњи рок за подношење кандидатура био је 20. септембар 2013, а одлука о домаћинству првенства донесена је гласањем на конгресу ИИХФ-а у Минску 23. маја 2014. године. Данска кандидатура добила је гласове 95 делегата, док је за кандидатуру Летоније гласало тек 12 делегата.

## Градови домаћини
Према плану организатора првенства све утакмице шампионата играће се у две дворане у два града, Копенхагену и Хернингу. Утакмице у Копенхагену играће се у Ројал арени капацитета 12.500 места, док ће утакмице у Хернингу да се играју у дворани Jyske Bank Boxen капацитета 12.000 места. У Копенхагену ће се играти све утакмице у групи А, два меча четврфинала и завршница турнира, док ће утакмице групе Б и два четврфинална меча да се играју у Хернингу.
| Данска                                   |                   |
| КопенхагенХернинг                        |                   |
| Копенхаген                               | Хернинг           |
| Ројал арена Копенхаген Капацитет: 12.500 | Капацитет: 12.000 |
|                                          |                   |

## Учесници првенства
На турниру као и претходних неколико година учествује укупно 16 репрезентација подељених у две групе са по 8 екипа. Директан пласман на првенство обезбедило је 13 првопласираних репрезентација са Светског првенства 2017. чији су коорганизатори били Немачка и Француска, затим домаћин првенства Данска, те две најбоље пласиране селекције са Светског првенства прве дивизије 2017. (група А). Са европског континента долази 13 учесника, два тима су из Северне Америке и једна из Азије. У односу на претходну годину новалије на првенству су селекције Аустрије и Јужне Кореје која ће дебитовати на овом првенству.
Приликом жреба екипе су биле подељене у 8 квалитетних група са по 2 тима, а састав група одређен је на основу стања на ранг листи ИИХФ након краја такмичарске 2017. године. Унапред је одређено да ће селекције Данске и Шведске да наступе у различитим групама, Данска у Хернингу, а Шведска у Копенхагену.
| Група А - Русија (2) - Шведска (3) - Чешка (6) - Швајцарска (7) - Белорусија (10) - Словачка (11) - Француска (13) - Аустрија (16) | Група Б - Канада (1) - Финска (4) - Сједињене Државе (5) - Немачка (8) - Норвешка (9) - Летонија (12) - Данска (14) (домаћин) - Јужна Кореја (21) |

## Систем такмичења
На турниру учествује укупно 16 репрезентација које су у основном делу подељене у две групе са по 8 екипа. Након седам одиграних кола групне фазе, где се игра по једнокружном бод систему свако са сваким, по 4 првопласиране селекције из обе групе такмичење настављају у четвртфиналу, док две последњепласиране екипе из обе групе испадају у нижи ранг такмичења. У случају да селекција Словачке која је домаћин наредног СП 2019. заузме последње место у својој групи, у нижи ранг такмичења испада следећа најслабија репрезентација (дакле седмопласирана). Самим тим пласман на наредно светско првенство обезбедит ће 13 првопласираних селекција, плус домаћин Словачка.
Распоред бодова у групној фази одвија се по следећем систему:
- 3 бода - победа након 60 минута игре;
- 2 бода - победа након продужетка или после извођења пенала;
- 1 бод - пораз након продужетка или извођења пенала;
- 0 бодова - пораз након 60 минута игре.

У групној фази евентуални продужетак траје 5 минута, а игра се до „златног гола“ (победник је екипа која прва постигне погодак), док је у елиминационим фазама трајање продужетка 10 минута, изузев у финалу где продужетак траје 20 минута. У сваком продужетку екипе ће играти са по 3 играча у пољу, плус голман )изузев у плеј-офу где ће тим чинити по 4 играча у пољу). У случају да у продужетку није постигнут погодак изводе се пенали. Пенал серију започињу по три играча оба тима, а победник је екипа која постигне више голова. Уколико је након почетне серије резултат и даље нерешен, извођење пенала се наставља „системом један за један“ све док једна од екипа не оствари предност.
Уколико су две или више екипа групну фазу завршиле са истим бројем бодова предност имају екипе које су имале бољи међусобни скор у директном дуелу, затим бољу гол разлику, потом више постигнутих голова, те на крају на основу пласмана на ИИХФ ранг листи.
Коначан пласман на позицијама од 5. до 16. места одређен је на основу резултата у групној и елиминационој фази.

### Списак судија
Међународна хокејашка федерација је за турнир делегирала по 16 главних и линијских судија, а званичан списак судија објављен је 21. марта 2018. Судије и помоћници долазе из 13 различитих земаља.
| - марк Лемелин - Оливије Гуан - Брет Ајверсон - Јан Хрибик - Антоњин Јержабек - Мико Каукокари - Алекси Рантала - Гордон Шукис | - Роман Гофман - Константин Олењин - Тобијас Верли - Јозеф Кубуш - Линус Елунд - Микаел Шеквист - Тимоти Мајер - Стивен Рено |

| - Дмитриј Гољак - Дастин Макранк - Нејтан Ваностен - Мирослав Лхотски - Рене Јенсен - Хану Сормунен - Сакари Суоминен - Лукас Колмилер | - Јон Килијан - Александар Отмахов - Глеб Лазарев - Николас Флури - Петер Шефчик - Андреас Малмквист - Џејк Дејвис - Брајан Оливер |

## Групна фаза такмичења
У групној фази такмичења све екипе су подељене у две групе са по 8 тимова. Игра се по једнокружном бод систему у седам кола, а 4 првопласиране селекције из обе групе такмичење настављају у четвртфиналу, док две последњепласиране селекције испадају у нижи ранг такмичења (изузев у групи А где се налази селекција Словачке која као домаћин наредног првенства не може да испадну у нижи ранг такмичења). Све утакмице групе А играју се у Копенхагену, а утакмице групе Б у Хернингу.
Утакмице групне фазе играт ће се укупно 11 дана, од 4. маја до 15. маја. У групној фази одиграт ће се укупно 56 утакмица, односно 28 у свакој од група.
Сатница обе групе је по локалном времену — средњоевропско летње време UTC+2.

### Група А
|  | Пласман у четвртфинале            |
|  | Релегација у Дивизију I - група A |

| #  | Репрезентација | Ут | П | Ппр | Ипр | И | ГД | ГП | ГР  | Бод |
| -- | -------------- | -- | - | --- | --- | - | -- | -- | --- | --- |
| 1. | Шведска        | 7  | 6 | 1   | 0   | 0 | 31 | 9  | +22 | 19  |
| 2. | Русија         | 7  | 5 | 0   | 1   | 1 | 32 | 10 | +22 | 16  |
| 3. | Чешка          | 7  | 3 | 3   | 0   | 1 | 27 | 15 | +12 | 15  |
| 4. | Швајцарска     | 7  | 3 | 1   | 1   | 2 | 25 | 19 | +6  | 12  |
| 5. | Словачка       | 7  | 3 | 0   | 2   | 2 | 19 | 20 | −1  | 11  |
| 6. | Француска      | 7  | 2 | 0   | 0   | 5 | 13 | 29 | −16 | 6   |
| 7. | Аустрија       | 7  | 1 | 0   | 1   | 5 | 13 | 30 | −17 | 4   |
| 8. | Белорусија     | 7  | 0 | 0   | 0   | 7 | 8  | 36 | −28 | 0   |

| 4. мај 2018. 16:15 | Русија | 7 : 0 3:0, 1:0, 3:0 | Француска | , Копенхаген Посетилаца: 6.453 |

| Извор | Извор                       | Извор   | Извор                       | Извор                                                                         |
| --- | --------------------------- | ------- | --------------------------- | ----------------------------------------------------------------------------- |
| | Василиј Кошечкин            | Голмани | Флоријан Арди Ронан Кеменер | Судије Јан Хрибик Михаел Шеквист Линијске судије Петер Шефчик Сакари Суоминен |
| Кирил Капризов − 07:08 Павел Бучневич − 08:18 Јевгениј Дадонов − 10:22 Кирил Капризов − 37:59 Александар Барабанов − 42:36 Максим Шалунов − 44:50 Артјом Анисимов − 57:13 | 1:0 2:0 3:0 4:0 5:0 6:0 7:0 |         |                             | Судије Јан Хрибик Михаел Шеквист Линијске судије Петер Шефчик Сакари Суоминен |
| 6 мин | Искључења                   | 8 мин   |                             | Судије Јан Хрибик Михаел Шеквист Линијске судије Петер Шефчик Сакари Суоминен |
| 39 | Шутеви на гол               | 10      |                             | Судије Јан Хрибик Михаел Шеквист Линијске судије Петер Шефчик Сакари Суоминен |

| 4. мај 2018. 20:15 | Шведска | 5 : 0 2:0, 2:0, 1:0 | Белорусија | , Копенхаген Посетилаца: 10.884 |

| Извор | Извор               | Извор   | Извор                          | Извор                                                                               |
| --- | ------------------- | ------- | ------------------------------ | ----------------------------------------------------------------------------------- |
| | Магнус Хелберг      | Голмани | Иван Кулбаков Михаил Карнаухов | Судије Мико Каукокари Тобијас Верли Линијске судије Мирослав Лхотски Дастин Макренк |
| Лиас Андерсон − 09:17 Густав Никвист − 09:45 Матијас Јанмарк-Нилен − 23:49 Рикард Ракел − 33:45 Мика Зибанежад − 56:11 | 1:0 2:0 3:0 4:0 5:0 |         |                                | Судије Мико Каукокари Тобијас Верли Линијске судије Мирослав Лхотски Дастин Макренк |
| 8 мин | Искључења           | 4 мин   |                                | Судије Мико Каукокари Тобијас Верли Линијске судије Мирослав Лхотски Дастин Макренк |
| 36 | Шутеви на гол       | 27      |                                | Судије Мико Каукокари Тобијас Верли Линијске судије Мирослав Лхотски Дастин Макренк |

| 5. мај 2018. 12:15 | Швајцарска | 3 : 2 (про) 1:0, 1:1, 0:1; 1:0 | Аустрија | , Копенхаген Посетилаца: 5.019 |

| Извор                                                           | Извор               | Извор                                            | Извор              | Извор                                                                              |
| --------------------------------------------------------------- | ------------------- | ------------------------------------------------ | ------------------ | ---------------------------------------------------------------------------------- |
|                                                                 | Леонардо Ђенони     | Голмани                                          | Бернхард Штаркбаум | Судије Константин Олењин Микаел Шеквист Линијске судије Дмитриј Гољак Глеб Лазарев |
| Нино Нидеррајтер − 18:28 Гетан Хас − 24:14 − Енцо Корви − 63:18 | 1:0 2:0 2:1 2:2 3:2 | − 34:50 − Доминик Цвергер 46:28 − Мануел Ганал − |                    | Судије Константин Олењин Микаел Шеквист Линијске судије Дмитриј Гољак Глеб Лазарев |
| 29 мин                                                          | Искључења           | 6 мин                                            |                    | Судије Константин Олењин Микаел Шеквист Линијске судије Дмитриј Гољак Глеб Лазарев |
| 41                                                              | Шутеви на гол       | 19                                               |                    | Судије Константин Олењин Микаел Шеквист Линијске судије Дмитриј Гољак Глеб Лазарев |

| 5. мај 2018. 16:15 | Француска | 6 : 2 2:1, 1:0, 3:1 | Белорусија | , Копенхаген Посетилаца: 6.529 |

| Извор | Извор                           | Извор                                                   | Извор                          | Извор                                                                         |
| --- | ------------------------------- | ------------------------------------------------------- | ------------------------------ | ----------------------------------------------------------------------------- |
| | Флоријан Арди                   | Голмани                                                 | Иван Кулбаков Михаил Карнаухов | Судије Оливје Гуан Марк Лемелин Линијске судије Николас Флури Сакари Суоминен |
| Дамијен Флери − 03:33 Стефан Да Коста − 13:33 − Лоак Ламперије − 38:42 Антонен Манавјан − 42:17 Антони Гутуг − 47:57 − Жордан Пере − 57:56 | 1:0 2:0 2:1 3:1 4:1 5:1 5:2 6:2 | − 19:36 − Александар Павлович − 54:46 − Павел Воробеј − |                                | Судије Оливје Гуан Марк Лемелин Линијске судије Николас Флури Сакари Суоминен |
| 10 мин | Искључења                       | 16 мин                                                  |                                | Судије Оливје Гуан Марк Лемелин Линијске судије Николас Флури Сакари Суоминен |
| 30 | Шутеви на гол                   | 40                                                      |                                | Судије Оливје Гуан Марк Лемелин Линијске судије Николас Флури Сакари Суоминен |

| 5. мај 2018. 20:15 | Чешка | 3 : 2 (про) 0:1, 1:1, 1:0; 1:0 | Словачка | , Копенхаген Посетилаца: 12.490 |

| Извор                                                                   | Извор               | Извор                                           | Извор        | Извор                                                                               |
| ----------------------------------------------------------------------- | ------------------- | ----------------------------------------------- | ------------ | ----------------------------------------------------------------------------------- |
|                                                                         | Павел Францоуз      | Голмани                                         | Марек Чилиак | Судије Мико Каукокари Тимоти Мајер Линијске судије Андреас Малмквист Дастин Макранк |
| / Доминик Кубалик − 21:04 / Мартин Нечас − 59:50 Дмитриј Јашкин − 62:09 | 0:1 1:1 1:2 2:2 3:2 | 07:33 − Михал Криштоф / 25:29 − Андреј Секера / |              | Судије Мико Каукокари Тимоти Мајер Линијске судије Андреас Малмквист Дастин Макранк |
| 6 мин                                                                   | Искључења           | 6 мин                                           |              | Судије Мико Каукокари Тимоти Мајер Линијске судије Андреас Малмквист Дастин Макранк |
| 42                                                                      | Шутеви на гол       | 17                                              |              | Судије Мико Каукокари Тимоти Мајер Линијске судије Андреас Малмквист Дастин Макранк |

| 6. мај 2018. 12:15 | Аустрија | 0 : 7 0:3, 0:3, 0:1 | Русија | , Копенхаген Посетилаца: 9.502 |

| Извор | Извор                       | Извор | Извор                            | Извор                                                                           |
| ----- | --------------------------- | --- | -------------------------------- | ------------------------------------------------------------------------------- |
|       | Давид Мадленер              | Голмани | Василиј Кошечкин Игор Шестјоркин | Судије Тимоти Мајер Тобијас Верли Линијске судије Мирослав Лхотски Петер Шефчик |
| /     | 0:1 0:2 0:3 0:4 0:5 0:6 0:7 | 09:34 − Михаил Григоренко 11:42 − Артјом Анисимов 13:19 − Александар Барабанов 23:52 − Михаил Григоренко 29:07 − Кирил Капризов 37:58 − Максим Мамин 53:55 − Иља Михејев |                                  | Судије Тимоти Мајер Тобијас Верли Линијске судије Мирослав Лхотски Петер Шефчик |
| 2 мин | Искључења                   | 2 мин |                                  | Судије Тимоти Мајер Тобијас Верли Линијске судије Мирослав Лхотски Петер Шефчик |
| 18    | Шутеви на гол               | 41 |                                  | Судије Тимоти Мајер Тобијас Верли Линијске судије Мирослав Лхотски Петер Шефчик |

| 6. мај 2018. 16:15 | Шведска | 3 : 2 2:0, 0:1, 1:1 | Чешка | , Копенхаген Посетилаца: 12.490 |

| Извор                                                                         | Извор               | Извор                                       | Извор       | Извор                                                                             |
| ----------------------------------------------------------------------------- | ------------------- | ------------------------------------------- | ----------- | --------------------------------------------------------------------------------- |
|                                                                               | Магнус Хелберг      | Голмани                                     | Давид Ритич | Судије Марк Лемелин Константин Олењин Линијске судије Николас Флури Дмитриј Гољак |
| Рикард Ракел − 04:49 Матијас Јанмарк-Нилен − 07:13 / Мика Зибанеџад − 43:11 / | 1:0 2:0 2:1 3:1 3:2 | / 33:10 − Филип Хронек / 55:46 − Томас Хика |             | Судије Марк Лемелин Константин Олењин Линијске судије Николас Флури Дмитриј Гољак |
| 12 мин                                                                        | Искључења           | 10 мин                                      |             | Судије Марк Лемелин Константин Олењин Линијске судије Николас Флури Дмитриј Гољак |
| 27                                                                            | Шутеви на гол       | 25                                          |             | Судије Марк Лемелин Константин Олењин Линијске судије Николас Флури Дмитриј Гољак |

| 6. мај 2018. 20:15 | Словачка | 0 : 2 0:1, 0:1, 0:0 | Швајцарска | , Копенхаген Посетилаца: 10.915 |

| Извор | Извор         | Извор                                      | Извор     | Извор                                                                        |
| ----- | ------------- | ------------------------------------------ | --------- | ---------------------------------------------------------------------------- |
|       | Марек Чилијак | Голмани                                    | Рето Бера | Судије Оливје Гуан Јан Хрибик Линијске судије Глеб Лазарев Андреас Малмквист |
| /     | 0:1 0:2       | 11:06 − Тристан Шервеј 20:22 − Мирко Милер |           | Судије Оливје Гуан Јан Хрибик Линијске судије Глеб Лазарев Андреас Малмквист |
| 6 мин | Искључења     | 4 мин                                      |           | Судије Оливје Гуан Јан Хрибик Линијске судије Глеб Лазарев Андреас Малмквист |
| 25    | Шутеви на гол | 26                                         |           | Судије Оливје Гуан Јан Хрибик Линијске судије Глеб Лазарев Андреас Малмквист |

| 7. мај 2018. 16:15 | Белорусија | 0 : 6 0:1, 0:3, 0:2 | Русија | , Копенхаген Посетилаца: 6.360 |

| Извор | Извор                   | Извор | Извор           | Извор                                                                                |
| ----- | ----------------------- | --- | --------------- | ------------------------------------------------------------------------------------ |
|       | Виталиј Трус            | Голмани | Игор Шестјоркин | Судије Михо Каукокари Микаел Шеквист Линијске судије Мирослав Лхотски Дастин Макранк |
| /     | 0:1 0:2 0:3 0:4 0:5 0:6 | 05:27 − Павел Дацјук 25:55 − Максим Шалунов 29:25 − Иља Каблуков 39:26 − Павел Дацјук 45:16 − Максим Мамин 47:37 − Кирил Капризов |                 | Судије Михо Каукокари Микаел Шеквист Линијске судије Мирослав Лхотски Дастин Макранк |
| 4 мин | Искључења               | 2 мин |                 | Судије Михо Каукокари Микаел Шеквист Линијске судије Мирослав Лхотски Дастин Макранк |
| 18    | Шутеви на гол           | 27 |                 | Судије Михо Каукокари Микаел Шеквист Линијске судије Мирослав Лхотски Дастин Макранк |

| 7. мај 2018. 20:15 | Шведска | 4 : 0 2:0, 1:0, 1:0 | Француска | , Копенхаген Посетилаца: 7.218 |

| Извор                                                                                           | Извор           | Извор   | Извор         | Извор                                                                        |
| ----------------------------------------------------------------------------------------------- | --------------- | ------- | ------------- | ---------------------------------------------------------------------------- |
|                                                                                                 | Андерс Нилсон   | Голмани | Ронан Кеменер | Судије Јан Хрибик Тобијас Верли Линијске судије Петер Шефчик Сакари Суоминен |
| Рикард Ракел − 00:24 Микаел Баклунд − 05:54 Оливер Екман Ларсон − 27:51 Елијас Петерсон − 55:40 | 1:0 2:0 3:0 4:0 | /       |               | Судије Јан Хрибик Тобијас Верли Линијске судије Петер Шефчик Сакари Суоминен |
| 12 мин                                                                                          | Искључења       | 24 мин  |               | Судије Јан Хрибик Тобијас Верли Линијске судије Петер Шефчик Сакари Суоминен |
| 35                                                                                              | Шутеви на гол   | 14      |               | Судије Јан Хрибик Тобијас Верли Линијске судије Петер Шефчик Сакари Суоминен |

| 8. мај 2018. 16:15 | Аустрија | 2 : 4 1:1, 0:2, 1:1 | Словачка | , Копенхаген Посетилаца: 6.094 |

| Извор                                           | Извор                   | Извор                                                                                       | Извор        | Извор                                                                               |
| ----------------------------------------------- | ----------------------- | ------------------------------------------------------------------------------------------- | ------------ | ----------------------------------------------------------------------------------- |
|                                                 | Бернхард Штаркбаум      | Голмани                                                                                     | Патрик Рибар | Судије Брет Ајверсон Микаел Шеквист Линијске судије Николас Флури Андреас Малмквист |
| Брајан Леблер − 01:33 / Петер Шнајдер − 41:43 / | 1:0 1:1 1:2 1:3 2:3 2:4 | / 04:13 − Марцел Хашчак 22:13 − Томаш Јурчо 29:00 − Кристијан Јарош / 59:29 − Михал Криштоф |              | Судије Брет Ајверсон Микаел Шеквист Линијске судије Николас Флури Андреас Малмквист |
| 8 мин                                           | Искључења               | 4 мин                                                                                       |              | Судије Брет Ајверсон Микаел Шеквист Линијске судије Николас Флури Андреас Малмквист |
| 22                                              | Шутеви на гол           | 30                                                                                          |              | Судије Брет Ајверсон Микаел Шеквист Линијске судије Николас Флури Андреас Малмквист |

| 8. мај 2018. 20:15 | Чешка | 5 : 4 (пен) 1:1, 3:3, 0:0; 0:0; 1:0 | Швајцарска | , Копенхаген Посетилаца: 6.226 |

| Извор | Извор                                  | Извор | Извор           | Извор                                                                      |
| --- | -------------------------------------- | --- | --------------- | -------------------------------------------------------------------------- |
| | Павел Францоуз                         | Голмани | Леонардо Ђенони | Судије Роман Гофман Стивен Рено Линијске судије Дмитриј Гољак Глеб Лазарев |
| / Доминик Кубалик − 16:21 / Михал Моравчик − 24:09 / Дмитриј Јашкин − 27:43 Михал Ржепик − 34:26 Дмитриј Јашкин Томаш Хика Мартин Нечас Андреј Нестрашил Михал Ржепик | 0:1 1:1 1:2 1:3 2:3 2:4 3:4 4:4 Пенали | 11:13 − Нино Нидерајтер / 20:47 − Греори Хофман 22:07 − Симон Мозер / 27:21 − Нино Нидерајтер / Ноа Род Свен Андригето Нино Нидерајтер Енцо Корви Грегори Хофман |                 | Судије Роман Гофман Стивен Рено Линијске судије Дмитриј Гољак Глеб Лазарев |
| 26 мин | Искључења                              | 18 мин |                 | Судије Роман Гофман Стивен Рено Линијске судије Дмитриј Гољак Глеб Лазарев |
| 28 | Шутеви на гол                          | 29 |                 | Судије Роман Гофман Стивен Рено Линијске судије Дмитриј Гољак Глеб Лазарев |

| 9. мај 2018. 16:15 | Швајцарска | 5 : 2 2:2, 1:0, 2:2 | Белорусија | , Копенхаген Посетилаца: 5.445 |

| Извор                                                                                                | Извор                       | Извор                                            | Извор            | Извор                                                                            |
| --- | --------------------------- | ------------------------------------------------ | ---------------- | -------------------------------------------------------------------------------- |
| | Рето Бера                   | Голмани                                          | Михаил Карнаухов | Судије Линус Елунд Алекси Рантала Линијске судије Џејк Дејвис Александар Отмахов |
| Јел Вермин − 01:37 / Свен Андригето − 11:40 Јел Вермин − 39:45 Енцо Корви − 42:29 Тимо Мајер − 46:44 | 1:0 1:1 1:2 2:2 3:2 4:2 5:2 | / 05:54 − Џеф Плат 10:46 − Александар Павлович / |                  | Судије Линус Елунд Алекси Рантала Линијске судије Џејк Дејвис Александар Отмахов |
| 8 мин                                                                                                | Искључења                   | 16 мин                                           |                  | Судије Линус Елунд Алекси Рантала Линијске судије Џејк Дејвис Александар Отмахов |
| 45                                                                                                   | Шутеви на гол               | 24                                               |                  | Судије Линус Елунд Алекси Рантала Линијске судије Џејк Дејвис Александар Отмахов |

| 9. мај 2018. 20:15 | Шведска | 7 : 0 2:0, 3:0, 2:0 | Аустрија | , Копенхаген Посетилаца: 8.547 |

| Извор | Извор                       | Извор   | Извор          | Извор                                                                        |
| --- | --------------------------- | ------- | -------------- | ---------------------------------------------------------------------------- |
| | Андерс Нилсон               | Голмани | Давид Мадленер | Судије Јозеф Кубуш Гордон Шукис Линијске судије Лукас Колмилер Хану Сормунен |
| Адријан Кемпе − 09:47 Матијас Јанмарк-Нилен − 17:11 Рикард Ракел − 22:42 Рикард Ракел − 28:53 Густав Никвист − 29:17 Мика Зибанеџад − 47:50 магнус Пејерви − 53:59 | 1:0 2:0 3:0 4:0 5:0 6:0 7:0 | /       |                | Судије Јозеф Кубуш Гордон Шукис Линијске судије Лукас Колмилер Хану Сормунен |
| 4 мин | Искључења                   | 8 мин   |                | Судије Јозеф Кубуш Гордон Шукис Линијске судије Лукас Колмилер Хану Сормунен |
| 38 | Шутеви на гол               | 14      |                | Судије Јозеф Кубуш Гордон Шукис Линијске судије Лукас Колмилер Хану Сормунен |

| 10. мај 2018. 16:15 | Словачка | 3 : 1 1:0, 1:1, 1:0 | Француска | , Копенхаген Посетилаца: 5.855 |

| Извор                                                            | Извор           | Извор                      | Извор         | Извор                                                                       |
| ---------------------------------------------------------------- | --------------- | -------------------------- | ------------- | --------------------------------------------------------------------------- |
|                                                                  | Марек Чилијак   | Голмани                    | Флоријан Арди | Судије Рома Гофман Антоњин Јержабек Линијске судије Рене Јенсен Јон Килијан |
| Давид Бондра − 05:37 Давид Буц − 22:03 / Михал Чајковски − 59:50 | 1:0 2:0 2:1 3:1 | / 33:39 − Валентин Клеро / |               | Судије Рома Гофман Антоњин Јержабек Линијске судије Рене Јенсен Јон Килијан |
| 4 мин                                                            | Искључења       | 8 мин                      |               | Судије Рома Гофман Антоњин Јержабек Линијске судије Рене Јенсен Јон Килијан |
| 28                                                               | Шутеви на гол   | 14                         |               | Судије Рома Гофман Антоњин Јержабек Линијске судије Рене Јенсен Јон Килијан |

| 10. мај 2018. 20:15 | Чешка | 4 : 3 (про) 2:1, 1:2, 0:0; 1:0 | Русија | , Копенхаген Посетилаца: 12.490 |

| Извор                                                                                           | Извор                       | Извор                                                                                | Извор            | Извор                                                                        |
| ----------------------------------------------------------------------------------------------- | --------------------------- | ------------------------------------------------------------------------------------ | ---------------- | ---------------------------------------------------------------------------- |
|                                                                                                 | Давид Ритич                 | Голмани                                                                              | Василиј Кошечкин | Судије Брет Ајверсон Линус Елунд Линијске судије Џејк Дејвис Нејтан Ваностен |
| / Давид Крејчи − 14:41 Дмитриј Јашкин − 18:39 / Давид Пастрњак − 24:14 / Давид Пастрњак − 63:23 | 0:1 1:1 2:1 2:2 3:2 3:3 4:3 | 01:11 − Никита Нестеров / 21:00 − Михаил Григоренко / 25:49 − Александар Барабанов / |                  | Судије Брет Ајверсон Линус Елунд Линијске судије Џејк Дејвис Нејтан Ваностен |
| 6 мин                                                                                           | Искључења                   | 4 мин                                                                                |                  | Судије Брет Ајверсон Линус Елунд Линијске судије Џејк Дејвис Нејтан Ваностен |
| 25                                                                                              | Шутеви на гол               | 23                                                                                   |                  | Судије Брет Ајверсон Линус Елунд Линијске судије Џејк Дејвис Нејтан Ваностен |

| 11. мај 2018. 16:15 | Француска | 5 : 2 2:1, 2:1, 1:0 | Аустрија | , Копенхаген Посетилаца: 5.780 |

| Извор | Извор                       | Извор                                             | Извор              | Извор                                                                                |
| --- | --------------------------- | ------------------------------------------------- | ------------------ | ------------------------------------------------------------------------------------ |
| | Флоријан Арди               | Голмани                                           | Бернхард Штаркбаум | Судије Антоњин Јержабек Стивен Рено Линијске судије Брајан Оливер Александар Отмахов |
| − Дамијен Флери − 10:00 Саша Треј − 13:10 − Дамијен Флери − 34:11 Стефан Да Коста − 37:49 Саша Треј − 41:06 | 0:1 1:1 2:1 2:2 3:2 4:2 5:2 | 03:32 − Томас Хундертфунд − 31:22 − Михаел Рафл − |                    | Судије Антоњин Јержабек Стивен Рено Линијске судије Брајан Оливер Александар Отмахов |
| 12 мин | Искључења                   | 14 мин                                            |                    | Судије Антоњин Јержабек Стивен Рено Линијске судије Брајан Оливер Александар Отмахов |
| 30 | Шутеви на гол               | 36                                                |                    | Судије Антоњин Јержабек Стивен Рено Линијске судије Брајан Оливер Александар Отмахов |

| 11. мај 2018. 20:15 | Белорусија | 0 : 3 0:3, 0:0, 0:0 | Чешка | , Копенхаген Посетилаца: 5.636 |

| Извор  | Извор         | Извор                                                        | Извор          | Извор                                                                         |
| ------ | ------------- | ------------------------------------------------------------ | -------------- | ----------------------------------------------------------------------------- |
|        | Виталиј Трус  | Голмани                                                      | Павел Францоуз | Судије Роман Гофман Гордон Шукис Линијске судије Лукас Колмилер Хану Сормунен |
| −      | 0:1 0:2 0:3   | 08:13 − Либор Шулак 15:53 − Роман Хорак 18:43 − Михал Ржепик |                | Судије Роман Гофман Гордон Шукис Линијске судије Лукас Колмилер Хану Сормунен |
| 14 мин | Искључења     | 4 мин                                                        |                | Судије Роман Гофман Гордон Шукис Линијске судије Лукас Колмилер Хану Сормунен |
| 21     | Шутеви на гол | 33                                                           |                | Судије Роман Гофман Гордон Шукис Линијске судије Лукас Колмилер Хану Сормунен |

| 12. мај 2018. 12:15 | Словачка | 3 : 4 (про) 1:2, 1:1, 1:0; 0:1 | Шведска | , Копенхаген Посетилаца: 12.490 |

| Извор                                                              | Извор                       | Извор                                                                                             | Извор          | Извор                                                                       |
| ------------------------------------------------------------------ | --------------------------- | ------------------------------------------------------------------------------------------------- | -------------- | --------------------------------------------------------------------------- |
|                                                                    | Патрик Рибар                | Голмани                                                                                           | Магнус Хелберг | Судије Брет Ајверсон Стивен Рено Линијске судије Рене Јенсен Лукас Колмилер |
| Томаш Јурчо − 10:32 − Марек Дјалога − 36:40 Ладислав Нађ − 46:54 − | 1:0 1:1 1:2 1:3 2:3 3:3 3:4 | − 15:14 − Денис Еверберг 18:06 − Густав Никвист 24:53 − Јакоб де ла Росе − 64:18 − Мика Зибанеџад |                | Судије Брет Ајверсон Стивен Рено Линијске судије Рене Јенсен Лукас Колмилер |
| 8 мин                                                              | Искључења                   | 2 мин                                                                                             |                | Судије Брет Ајверсон Стивен Рено Линијске судије Рене Јенсен Лукас Колмилер |
| 28                                                                 | Шутеви на гол               | 33                                                                                                |                | Судије Брет Ајверсон Стивен Рено Линијске судије Рене Јенсен Лукас Колмилер |

| 12. мај 2018. 16:15 | Аустрија | 4 : 0 1:0, 3:0, 0:0 | Белорусија | , Копенхаген Посетилаца: 7.370 |

| Извор                                                                                        | Извор              | Извор   | Извор                         | Извор                                                                           |
| -------------------------------------------------------------------------------------------- | ------------------ | ------- | ----------------------------- | ------------------------------------------------------------------------------- |
|                                                                                              | Бернхард Штаркбаум | Голмани | Михаил Карнаухов Виталиј Трус | Судије Линус Елунд Алекси Рантала Линијске судије Брајан Оливер Нејтан Ваностен |
| Лејн Вивеирос − 04:14 Константин Комарек − 30:38 Михаел Рафл − 34:38 Доминик Цвергер − 39:36 | 1:0 2:0 3:0 4:0    | −       |                               | Судије Линус Елунд Алекси Рантала Линијске судије Брајан Оливер Нејтан Ваностен |
| 10 мин                                                                                       | Искључења          | 8 мин   |                               | Судије Линус Елунд Алекси Рантала Линијске судије Брајан Оливер Нејтан Ваностен |
| 28                                                                                           | Шутеви на гол      | 34      |                               | Судије Линус Елунд Алекси Рантала Линијске судије Брајан Оливер Нејтан Ваностен |

| 12. мај 2018. 20:15 | Русија | 4 : 3 0:0, 3:1, 1:2 | Швајцарска | , Копенхаген Посетилаца: 12.366 |

| Извор                                                                                                   | Извор                       | Извор                                                                     | Извор     | Извор                                                                   |
| --- | --------------------------- | ------------------------------------------------------------------------- | --------- | ----------------------------------------------------------------------- |
| | Василиј Кошечкин            | Голмани                                                                   | Рето Бера | Судије Јозеф Кубуш Гордон Шукис Линијске судије Џејк Дејвис Јон Килијан |
| Кирил Капризов − 22:22 − Јевгениј Дадонов − 27:47 Никита Нестеров − 39:57 − Михаил Григоренко − 56:07 − | 1:0 1:1 2:1 3:1 3:2 4:2 4:3 | − 26:35 − Рамон Унтерсандер − 51:52 − Свен Андригето − 58:12 − Гаетан Хас |           | Судије Јозеф Кубуш Гордон Шукис Линијске судије Џејк Дејвис Јон Килијан |
| 8 мин                                                                                                   | Искључења                   | 8 мин                                                                     |           | Судије Јозеф Кубуш Гордон Шукис Линијске судије Џејк Дејвис Јон Килијан |
| 23 | Шутеви на гол               | 27                                                                        |           | Судије Јозеф Кубуш Гордон Шукис Линијске судије Џејк Дејвис Јон Килијан |

| 13. мај 2018. 16:15 | Француска | 0 : 6 0:3, 0:2, 0:1 | Чешка | , Копенхаген Посетилаца: 6.252 |

| Извор  | Извор                           | Извор | Извор       | Извор                                                                      |
| ------ | ------------------------------- | --- | ----------- | -------------------------------------------------------------------------- |
|        | Ронан Кеменер Себастијен Иленен | Голмани | Давид Ритич | Судије Јозеф Кубуш Линус Елунд Линијске судије Јон Килијан Нејтан Ваностен |
| −      | 0:1 0:2 0:3 0:4 0:5 0:6         | 03:41 − давид Пастрњак 07:58 − Давид Пастрњак 14:11 − Дмитриј Јашкин 21:37 − Роман Хорак 27:41 − Роман Хорак 50:32 − Мартин Нечас |             | Судије Јозеф Кубуш Линус Елунд Линијске судије Јон Килијан Нејтан Ваностен |
| 22 мин | Искључења                       | 4 мин |             | Судије Јозеф Кубуш Линус Елунд Линијске судије Јон Килијан Нејтан Ваностен |
| 10     | Шутеви на гол                   | 55 |             | Судије Јозеф Кубуш Линус Елунд Линијске судије Јон Килијан Нејтан Ваностен |

| 13. мај 2018. 20:15 | Швајцарска | 3 : 5 0:2, 1:1, 2:2 | Шведска | , Копенхаген Посетилаца: 12.255 |

| Извор                                                                 | Извор                           | Извор | Извор         | Извор                                                                                   |
| --------------------------------------------------------------------- | ------------------------------- | --- | ------------- | --------------------------------------------------------------------------------------- |
|                                                                       | Леонардо Џенони                 | Голмани | Андерс Нилсон | Судије Антоњин Јержабек Алекси Рантала Линијске судије Александар Отмахов Хану Сормунен |
| − Рамон Унтерсандер − 38:32 Рафаел Дијаз − 44:26 − Деан Кукан − 59:17 | 0:1 0:2 0:3 1:3 2:3 2:4 2:5 3:5 | 05:24 − Јон Клингберг 09:18 − Патрик Хернквист 21:14 − Микаел Баклунд − 52:59 − Адам Ларсон 56:42 − Магнус Пејерви − |               | Судије Антоњин Јержабек Алекси Рантала Линијске судије Александар Отмахов Хану Сормунен |
| 6 мин                                                                 | Искључења                       | 8 мин |               | Судије Антоњин Јержабек Алекси Рантала Линијске судије Александар Отмахов Хану Сормунен |
| 23                                                                    | Шутеви на гол                   | 41 |               | Судије Антоњин Јержабек Алекси Рантала Линијске судије Александар Отмахов Хану Сормунен |

| 14. мај 2018. 16:15 | Русија | 4 : 0 2:0, 0:0, 2:0 | Словачка | , Копенхаген Посетилаца: 7.732 |

| Извор                                                                                | Извор           | Извор   | Извор         | Извор                                                                           |
| ------------------------------------------------------------------------------------ | --------------- | ------- | ------------- | ------------------------------------------------------------------------------- |
|                                                                                      | Игор Шестјоркин | Голмани | Марек Чилијак | Судије Марк Лемелин Алекси Рантала Линијске судије Лукас Колмилер Брајан Оливер |
| Максим Мамин − 11:10 Никита Гусев − 16:50 Максим Шалунов − 58:49 Иља Михејев − 59:44 | 1:0 2:0 3:0 4:0 | −       |               | Судије Марк Лемелин Алекси Рантала Линијске судије Лукас Колмилер Брајан Оливер |
| 6 мин                                                                                | Искључења       | 6 мин   |               | Судије Марк Лемелин Алекси Рантала Линијске судије Лукас Колмилер Брајан Оливер |
| 36                                                                                   | Шутеви на гол   | 23      |               | Судије Марк Лемелин Алекси Рантала Линијске судије Лукас Колмилер Брајан Оливер |

| 14. мај 2018. 20:15 | Чешка | 4 : 3 2:1, 1:0, 1:2 | Аустрија | , Копенхаген Посетилаца: 3.843 |

| Извор                                                                                 | Извор                       | Извор                                                                  | Извор        | Извор                                                                                |
| ------------------------------------------------------------------------------------- | --------------------------- | ---------------------------------------------------------------------- | ------------ | ------------------------------------------------------------------------------------ |
|                                                                                       | Павел Францоуз              | Голмани                                                                | Давид Кикерт | Судије Константин Олењин Гордон Шукис Линијске судије Рене Јенсен Александар Отмахов |
| Томаш Хика − 00:31 Филип Читил − 02:27 − Доминик Кубалик − 25:46 Томаш Хика − 49:51 − | 1:0 2:0 2:1 3:1 4:1 4:2 4:3 | − 17:45 − Константин Комарек − 50:53 − Михаел Рафл 57:18 − Михаел Рафл |              | Судије Константин Олењин Гордон Шукис Линијске судије Рене Јенсен Александар Отмахов |
| 8 мин                                                                                 | Искључења                   | 4 мин                                                                  |              | Судије Константин Олењин Гордон Шукис Линијске судије Рене Јенсен Александар Отмахов |
| 39                                                                                    | Шутеви на гол               | 27                                                                     |              | Судије Константин Олењин Гордон Шукис Линијске судије Рене Јенсен Александар Отмахов |

| 15. мај 2018. 12:15 | Швајцарска | 5 : 1 2:0, 1:0, 2:1 | Француска | , Копенхаген Посетилаца: 6.573 |

| Извор | Извор                   | Извор                    | Извор         | Извор                                                                         |
| --- | ----------------------- | ------------------------ | ------------- | ----------------------------------------------------------------------------- |
| | Леонардо Џенони         | Голмани                  | Флоријан Арди | Судије Константин Олењин Гордон Шукис Линијске судије Џејк Дејвис Рене Јенсен |
| Грегори Хофман − 12:21 Енцо Корви − 15:09 Рамон Унтерсандер − 37:12 Кевин Фјала − 42:21 − Симон Мозер − 43:56 | 1:0 2:0 3:0 4:0 4:1 5:1 | − 43:10 − Гијом Леклер − |               | Судије Константин Олењин Гордон Шукис Линијске судије Џејк Дејвис Рене Јенсен |
| 8 мин | Искључења               | 8 мин                    |               | Судије Константин Олењин Гордон Шукис Линијске судије Џејк Дејвис Рене Јенсен |
| 34 | Шутеви на гол           | 20                       |               | Судије Константин Олењин Гордон Шукис Линијске судије Џејк Дејвис Рене Јенсен |

| 15. мај 2018. 16:15 | Белорусија | 4 : 7 0:2, 2:0, 2:5 | Словачка | , Копенхаген Посетилаца: 4.857 |

| Извор                                                                                                  | Извор                                       | Извор | Извор                      | Извор                                                                    |
| --- | ------------------------------------------- | --- | -------------------------- | ------------------------------------------------------------------------ |
| | Виталиј Трус                                | Голмани | Патрик Рибар Марек Чилијак | Судије Јан Хрибик Марк Лемелин Линијске судије Јан Килијан Брајан Оливер |
| − Александар Китаров − 33:24 Чарлс Линглет − 35:00 − Јевгениј Ковиршин − 48:37 Павел Воробеј − 50:18 − | 0:1 0:2 1:2 2:2 2:3 3:3 4:3 4:4 4:5 4:6 4:7 | 00:18 − Мартин Бакош 10:07 − Томаш Јурчо − 47:53 − Мартин Бакош − 51:17 − Томаш Јурчо 54:57 − Марек Ховорка 55:48 − Марек Дјалога 59:42 − Михал Криштоф |                            | Судије Јан Хрибик Марк Лемелин Линијске судије Јан Килијан Брајан Оливер |
| 8 мин                                                                                                  | Искључења                                   | 12 мин |                            | Судије Јан Хрибик Марк Лемелин Линијске судије Јан Килијан Брајан Оливер |
| 24 | Шутеви на гол                               | 46 |                            | Судије Јан Хрибик Марк Лемелин Линијске судије Јан Килијан Брајан Оливер |

| 15. мај 2018. 20:15 | Русија | 1 : 3 1:0, 0:2, 0:1 | Шведска | , Копенхаген Посетилаца: 12.490 |

| Извор                    | Извор            | Извор                                                                | Извор         | Извор                                                                          |
| ------------------------ | ---------------- | -------------------------------------------------------------------- | ------------- | ------------------------------------------------------------------------------ |
|                          | Василиј Кошечкин | Голмани                                                              | Андерс Нилсон | Судије Оливије Гуан Тимоти Мајер Линијске судије Хану Сормунен Нејтан Ваностен |
| Кирил Капризов − 02:44 − | 1:0 1:1 1:2 1:3  | − 29:27 − Мика Зибанеџад 36:04 − Рикард Ракел 58:55 − Матијас Екхолм |               | Судије Оливије Гуан Тимоти Мајер Линијске судије Хану Сормунен Нејтан Ваностен |
| 4 мин                    | Искључења        | 14 мин                                                               |               | Судије Оливије Гуан Тимоти Мајер Линијске судије Хану Сормунен Нејтан Ваностен |
| 31                       | Шутеви на гол    | 29                                                                   |               | Судије Оливије Гуан Тимоти Мајер Линијске судије Хану Сормунен Нејтан Ваностен |

### Група Б
|  | Пласман у четвртфинале            |
|  | Релегација у Дивизију I - група A |

| #  | Репрезентација   | Ут | П | Ппр | Ипр | И | ГД | ГП | ГР  | Бод |
| -- | ---------------- | -- | - | --- | --- | - | -- | -- | --- | --- |
| 1. | Финска           | 7  | 5 | 0   | 1   | 1 | 38 | 11 | +27 | 16  |
| 2. | Сједињене Државе | 7  | 4 | 2   | 0   | 1 | 39 | 16 | +23 | 16  |
| 3. | Канада           | 7  | 4 | 1   | 1   | 1 | 32 | 12 | +20 | 15  |
| 4. | Летонија         | 7  | 3 | 1   | 2   | 1 | 16 | 16 | 0   | 13  |
| 5. | Данска           | 7  | 3 | 1   | 0   | 3 | 13 | 17 | −4  | 11  |
| 6. | Немачка          | 7  | 1 | 1   | 2   | 3 | 16 | 20 | −4  | 7   |
| 7. | Норвешка         | 7  | 1 | 1   | 1   | 4 | 13 | 31 | −18 | 6   |
| 8. | Јужна Кореја     | 7  | 0 | 0   | 0   | 7 | 4  | 48 | −44 | 0   |

| 4. мај 2018. 16:15 | Сједињене Државе | 5 : 4 (пен) 1:2, 2:1, 1:1; 0:0; 1:0 | Канада | , Хернинг Посетилаца: 9.632 |

| Извор | Извор                                  | Извор | Извор        | Извор                                                                                 |
| --- | -------------------------------------- | --- | ------------ | ------------------------------------------------------------------------------------- |
| | Кит Кинкејд                            | Голмани | Дарси Кемпер | Судије Антоњин Јержабек Линус Елунд Линијске судије Лукас Колмилер Александар Отмахов |
| − Андерс Ли − 13:59 Дилан Ларкин − 20:43 Џони Гудро − 30:00 − Дилан Ларкин − 43:27 − Кем Аткинсон Патрик Кејн Џони Гудро / Квин Хјуџс Дилан Ларкин Кем Аткинсон | 0:1 0:2 1:2 2:2 3:2 3:3 4:3 4:4 Пенали | 00:47 − Пјер Лик Дубоа 12:23 − Рајан О'Рајли − 37:53 − Антони Бувије − 50:48 − Колтон Парајко Метју Барзал Џордан Еберле Брејден Шен Рајан Нуџент Хопкинс / Бо Хорват / Џордан Еберле |              | Судије Антоњин Јержабек Линус Елунд Линијске судије Лукас Колмилер Александар Отмахов |
| 6 мин | Искључења                              | 6 мин |              | Судије Антоњин Јержабек Линус Елунд Линијске судије Лукас Колмилер Александар Отмахов |
| 25 | Шутеви на гол                          | 44 |              | Судије Антоњин Јержабек Линус Елунд Линијске судије Лукас Колмилер Александар Отмахов |

| 4. мај 2018. 20:15 | Немачка | 2 : 3 (пен) 0:0, 1:2, 1:0; 0:0; 0:1 | Данска | , Хернинг Посетилаца: 9.982 |

| Извор | Извор                  | Извор | Извор             | Извор                                                                       |
| --- | ---------------------- | --- | ----------------- | --------------------------------------------------------------------------- |
| | Тимо Пјелмајер         | Голмани | Фредерик Андерсен | Судије Јозеф Кубуш Алекси Рантала Линијске судије Џејк Дејвис Хану Сормунен |
| − Леон Драјзајтл − 32:12 − Јасин Ехлиц − 50:43 Патрик Хагер Матијас Плахта Доминик Кахун Леон Драјзајтл Марк Михаелис | 0:1 1:1 1:2 2:2 Пенали | 28:44 − Јеспер Јенсен − 35:17 − Фредерик Сторм − Оливер Бјоркстранд Франс Нилсен Никлас Јенсен Јулијан Јакобсен |                   | Судије Јозеф Кубуш Алекси Рантала Линијске судије Џејк Дејвис Хану Сормунен |
| 8 мин | Искључења              | 4 мин |                   | Судије Јозеф Кубуш Алекси Рантала Линијске судије Џејк Дејвис Хану Сормунен |
| 37 | Шутеви на гол          | 29 |                   | Судије Јозеф Кубуш Алекси Рантала Линијске судије Џејк Дејвис Хану Сормунен |

| 5. мај 2018. 12:15 | Норвешка | 2 : 3 (про) 2:0, 0:1, 0:1; 0:1 | Летонија | , Хернинг Посетилаца: 8.441 |

| Извор                                                     | Извор               | Извор                                                                   | Извор            | Извор                                                                       |
| --------------------------------------------------------- | ------------------- | ----------------------------------------------------------------------- | ---------------- | --------------------------------------------------------------------------- |
|                                                           | Ларс Хауген         | Голмани                                                                 | Елвис Мерзљикинс | Судије Роман Гофман Јозеф Кубуш Линијске судије Џејк Дејвис Нејтан Ваностен |
| Андерс Бастијансен − 08:14 Александар Бонсаксен − 12:12 − | 1:0 2:0 2:1 2:2 2:3 | − 26:20 − Рудолфс Балцерс 51:04 − Родриго Аболс 60:24 − Рудолфс Балцерс |                  | Судије Роман Гофман Јозеф Кубуш Линијске судије Џејк Дејвис Нејтан Ваностен |
| 2 мин                                                     | Искључења           | 6 мин                                                                   |                  | Судије Роман Гофман Јозеф Кубуш Линијске судије Џејк Дејвис Нејтан Ваностен |
| 15                                                        | Шутеви на гол       | 21                                                                      |                  | Судије Роман Гофман Јозеф Кубуш Линијске судије Џејк Дејвис Нејтан Ваностен |

| 5. мај 2018. 16:15 | Финска | 8 : 1 2:0, 3:1, 3:0 | Јужна Кореја | , Хернинг Посетилаца: 8.930 |

| Извор | Извор                               | Извор                   | Извор      | Извор                                                                         |
| --- | ----------------------------------- | ----------------------- | ---------- | ----------------------------------------------------------------------------- |
| | Виле Хусо                           | Голмани                 | Мет Далтон | Судије Антоњин Јержабек Стивен Рено Линијске судије Рене Јенсен Брајан Оливер |
| Себастијан Ахо − 03:41 Теуво Теревеинен − 05:55 Себастијан Ахо − 28:46 Вели-Мати Савинајнен − 32:21 / Маркус Нутивара − 38:52 Саку Меналанен − 46:01 Каспери Капанен − 47:16 Јане Песонен − 53:51 | 1:0 2:0 3:0 4:0 4:1 5:1 6:1 7:1 8:1 | / 33:00 − Мајкл Свифт / |            | Судије Антоњин Јержабек Стивен Рено Линијске судије Рене Јенсен Брајан Оливер |
| 8 мин | Искључења                           | 6 мин                   |            | Судије Антоњин Јержабек Стивен Рено Линијске судије Рене Јенсен Брајан Оливер |
| 45 | Шутеви на гол                       | 9                       |            | Судије Антоњин Јержабек Стивен Рено Линијске судије Рене Јенсен Брајан Оливер |

| 5. мај 2018. 20:15 | Данска | 0 : 4 0:1, 0:2, 0:1 | Сједињене Државе | , Хернинг Посетилаца: 10.800 |

| Извор | Извор             | Извор                                                                          | Извор       | Извор                                                                       |
| ----- | ----------------- | ------------------------------------------------------------------------------ | ----------- | --------------------------------------------------------------------------- |
|       | Фредерик Андерсен | Голмани                                                                        | Кит Кинкејд | Судије Брет Ајверсон Гордон Шукис Линијске судије Јон Килијан Хану Сормунен |
| /     | 0:1 0:2 0:3 0:4   | 16:06 − Вил Бучер 22:42 − Крис Крајдер 29:14 − Кем Аткинсон 54:11 − Ник Џенсен |             | Судије Брет Ајверсон Гордон Шукис Линијске судије Јон Килијан Хану Сормунен |
| 6 мин | Искључења         | 8 мин                                                                          |             | Судије Брет Ајверсон Гордон Шукис Линијске судије Јон Килијан Хану Сормунен |
| 20    | Шутеви на гол     | 43                                                                             |             | Судије Брет Ајверсон Гордон Шукис Линијске судије Јон Килијан Хану Сормунен |

| 6. мај 2018. 12:15 | Јужна Кореја | 0 : 10 0:2, 0:6, 0:2 | Канада | , Хернинг Посетилаца: 3.902 |

| Извор  | Извор                                    | Извор | Извор           | Извор                                                                        |
| ------ | ---------------------------------------- | --- | --------------- | ---------------------------------------------------------------------------- |
|        | Мет Далтон Парк Сунџе                    | Голмани | Кертис Макелини | Судије Роман Гофман Алекси Рантала Линијске судије Јон Килијан Брајан Оливер |
| /      | 0:1 0:2 0:3 0:4 0:5 0:6 0:7 0:8 0:9 0:10 | 08:41 − Рајан Нуџент Хопкинс 17:16 − Тајсон Џост 21:07 − Колтон Парајко 21:57 − Рајан О'Рајли 22:32 − Пјер Лик Дубоа 27:33 − Брејден Шен 36:24 − Тајсон Џост 36:42 − Џоел Едмундсон 44:40 − Конор Макдејвид 48:55 − Џордан Еберле |                 | Судије Роман Гофман Алекси Рантала Линијске судије Јон Килијан Брајан Оливер |
| 10 мин | Искључења                                | 6 мин |                 | Судије Роман Гофман Алекси Рантала Линијске судије Јон Килијан Брајан Оливер |
| 25     | Шутеви на гол                            | 50 |                 | Судије Роман Гофман Алекси Рантала Линијске судије Јон Килијан Брајан Оливер |

| 6. мај 2018. 16:15 | Немачка | 4 : 5 (пен) 2:2, 1:1, 1:1; 0:0; 0:1 | Норвешка | , Хернинг Посетилаца: 5.491 |

| Извор | Извор                                  | Извор | Извор            | Извор                                                                               |
| --- | -------------------------------------- | --- | ---------------- | ----------------------------------------------------------------------------------- |
| | Тимо Пјелмајер                         | Голмани | Хенрик Хаукеланд | Судије Брет Ајверсон Стивен Рено Линијске судије Александра Отмахов Нејтан Ваностен |
| / Патрик Хагер − 14:30 Марк Михаелис − 18:41 / Патрик Хагер − 27:31 / Јаним Сајденберг − 50:38 Данијел Пјета Патрик Хагер Доминик Кахун | 0:1 0:2 1:2 2:2 2:3 3:3 3:4 4:4 Пенали | 01:41 − Кен Андре Олимб 07:31 − Томас Валкве Олсен / 21:36 − Андерс Бастијансен / 50:13 − Данијел Сервик Матијас Третенес Стефан Еспеланд Тобијас Линдстрем Андерс Бастијансен |                  | Судије Брет Ајверсон Стивен Рено Линијске судије Александра Отмахов Нејтан Ваностен |
| 8 мин | Искључења                              | 12 мин |                  | Судије Брет Ајверсон Стивен Рено Линијске судије Александра Отмахов Нејтан Ваностен |
| 44 | Шутеви на гол                          | 37 |                  | Судије Брет Ајверсон Стивен Рено Линијске судије Александра Отмахов Нејтан Ваностен |

| 6. мај 2018. 20:15 | Летонија | 1 : 8 0:3, 0:2, 1:3 | Финска | , Хернинг Посетилаца: 6.174 |

| Извор                     | Извор                               | Извор | Извор     | Извор                                                                      |
| ------------------------- | ----------------------------------- | --- | --------- | -------------------------------------------------------------------------- |
|                           | Елвис Мерзљикинс                    | Голмани | Виле Хусо | Судије линус Елунд Гордон Шукис Линијске судије Рене Јенсен Лукас Колмилер |
| / Рихардс Букартс − 51:38 | 0:1 0:2 0:3 0:4 0:5 0:6 0:7 0:8 1:8 | 01:24 − Себастијан Ахо 07:44 − Вели-Мати Савинајнен 17:16 − Анти Суомела 27:31 − Себастијан Ахо 34:49 − Вели-Мати Савинајнен 46:29 − Теуво Теревејнен 47:28 − Мико Рантанен 51:10 − Теуво Теревејнен / |           | Судије линус Елунд Гордон Шукис Линијске судије Рене Јенсен Лукас Колмилер |
| 10 мин                    | Искључења                           | 10 мин |           | Судије линус Елунд Гордон Шукис Линијске судије Рене Јенсен Лукас Колмилер |
| 19                        | Шутеви на гол                       | 29 |           | Судије линус Елунд Гордон Шукис Линијске судије Рене Јенсен Лукас Колмилер |

| 7. мај 2018. 16:15 | Сједињене Државе | 3 : 0 0:0, 2:0, 1:0 | Немачка | , Хернинг Посетилаца: 10.301 |

| Извор                                                           | Извор         | Извор   | Извор         | Извор                                                                                   |
| --------------------------------------------------------------- | ------------- | ------- | ------------- | --------------------------------------------------------------------------------------- |
|                                                                 | Кит Кинкејд   | Голмани | Никлас Тројтл | Судије Антоњин Јержабек Алекси Рантала Линијске судије Александар Отмахов Хану Сормунен |
| Патрик Кејн − 30:02 Дерек Рајан − 32:07 Алекс Дебринкет − 50:38 | 1:0 2:0 3:0   | /       |               | Судије Антоњин Јержабек Алекси Рантала Линијске судије Александар Отмахов Хану Сормунен |
| 8 мин                                                           | Искључења     | 12 мин  |               | Судије Антоњин Јержабек Алекси Рантала Линијске судије Александар Отмахов Хану Сормунен |
| 36                                                              | Шутеви на гол | 24      |               | Судије Антоњин Јержабек Алекси Рантала Линијске судије Александар Отмахов Хану Сормунен |

| 7. мај 2018. 20:15 | Канада | 7 : 1 2:0, 3:0, 2:1 | Данска | , Хернинг Посетилаца: 10.800 |

| Извор | Извор                           | Извор                     | Извор          | Извор                                                                     |
| --- | ------------------------------- | ------------------------- | -------------- | ------------------------------------------------------------------------- |
| | Кертис Макелини                 | Голмани                   | Себастијан Дам | Судије Јозеф Кубуш Линус Елунд Линијске судије Џејк Дејвис Лукас Колмилер |
| Џош Бејли − 08:25 Арон Екблад − 11:57 Џордан Еберле − 24:16 Рајан О'Рајли − 26:53 Рајан Нуџент-Хопкинс − 27:17 Рајан Нуџент-Хопкинс − 46:43 / Тајсон Џост − 58:10 | 1:0 2:0 3:0 4:0 5:0 6:0 6:1 7:1 | / 51:53 − Јеспер Јенсен / |                | Судије Јозеф Кубуш Линус Елунд Линијске судије Џејк Дејвис Лукас Колмилер |
| 6 мин | Искључења                       | 6 мин                     |                | Судије Јозеф Кубуш Линус Елунд Линијске судије Џејк Дејвис Лукас Колмилер |
| 31 | Шутеви на гол                   | 15                        |                | Судије Јозеф Кубуш Линус Елунд Линијске судије Џејк Дејвис Лукас Колмилер |

| 8. мај 2018. 16:15 | Јужна Кореја | 0 : 5 0:2, 0:1, 0:2 | Летонија | , Хернинг Посетилаца: 5.227 |

| Извор  | Извор               | Извор | Извор            | Извор                                                                        |
| ------ | ------------------- | --- | ---------------- | ---------------------------------------------------------------------------- |
|        | Мет Далтон          | Голмани | Елвиз Мерзљикинс | Судије Марк Лемелин Тимоти Мајер Линијске судије Јон Килијан Нејтан Ваностен |
| /      | 0:1 0:2 0:3 0:4 0:5 | 11:46 − Гинтс Меија 18:45 − Роналдс Кенињш 28:22 − Робертс Букартс 41:33 − Рудолфс Балцерс 59:59 − Робертс Букартс |                  | Судије Марк Лемелин Тимоти Мајер Линијске судије Јон Килијан Нејтан Ваностен |
| 18 мин | Искључења           | 4 мин |                  | Судије Марк Лемелин Тимоти Мајер Линијске судије Јон Килијан Нејтан Ваностен |
| 16     | Шутеви на гол       | 38 |                  | Судије Марк Лемелин Тимоти Мајер Линијске судије Јон Килијан Нејтан Ваностен |

| 8. мај 2018. 20:15 | Финска | 7 : 0 2:0, 4:0, 1:0 | Норвешка | , Хернинг Посетилаца: 4.617 |

| Извор | Извор                       | Извор   | Извор       | Извор                                                                          |
| --- | --------------------------- | ------- | ----------- | ------------------------------------------------------------------------------ |
| | Хари Сетери                 | Голмани | ларс Хауген | Судије Оливје Гуан Константин Олењин Линијске судије Рене Јенсен Брајан Оливер |
| Вели-Мати Савинајнен − 04:03 Марко Антила − 07:13 Теуво Теревејнен − 21:01 Каспери Капанен − 23:41 Маркус Нутивара − 38:18 Микаел Гранлунд − 39:45 Саку Меналанен − 47:55 | 1:0 2:0 3:0 4:0 5:0 6:0 7:0 | /       |             | Судије Оливје Гуан Константин Олењин Линијске судије Рене Јенсен Брајан Оливер |
| 8 мин | Искључења                   | 8 мин   |             | Судије Оливје Гуан Константин Олењин Линијске судије Рене Јенсен Брајан Оливер |
| 34 | Шутеви на гол               | 10      |             | Судије Оливје Гуан Константин Олењин Линијске судије Рене Јенсен Брајан Оливер |

| 9. мај 2018. 16:15 | Немачка | 6 : 1 1:0, 3:0, 2:1 | Јужна Кореја | , Хернинг Посетилаца: 7.092 |

| Извор | Извор                       | Извор                   | Извор      | Извор                                                                             |
| --- | --------------------------- | ----------------------- | ---------- | --------------------------------------------------------------------------------- |
| | Никлас Тројтл               | Голмани                 | Мет Далтон | Судије Јан Хрибик Мико Каукокари Линијске судије Мирослав Лхотски Сакари Суоминен |
| Леон Драјзајтл − 10:02 Јасин Ехлиц − 20:41 Патрик Хагер − 29:27 Фредерик Тифелс − 34:42 Јасин Ехлиц − 48:37 Јаник Сајденберг − 52:33 / | 1:0 2:0 3:0 4:0 5:0 6:0 6:1 | / 57:01 − Брок Радунске |            | Судије Јан Хрибик Мико Каукокари Линијске судије Мирослав Лхотски Сакари Суоминен |
| 28 мин | Искључења                   | 18 мин                  |            | Судије Јан Хрибик Мико Каукокари Линијске судије Мирослав Лхотски Сакари Суоминен |
| 42 | Шутеви на гол               | 26                      |            | Судије Јан Хрибик Мико Каукокари Линијске судије Мирослав Лхотски Сакари Суоминен |

| 9. мај 2018. 20:15 | Финска | 2 : 3 0:0, 1:2, 1:1 | Данска | , Хернинг Посетилаца: 10.800 |

| Извор                                                | Извор               | Извор                                                                    | Извор             | Извор                                                                         |
| ---------------------------------------------------- | ------------------- | ------------------------------------------------------------------------ | ----------------- | ----------------------------------------------------------------------------- |
|                                                      | Виле Хусо           | Голмани                                                                  | Фредерик Андерсен | Судије Тимоти Мајер Тобијас Верли Линијске судије Дастин Макранк Петер Шефчик |
| / Себастијан Ахо − 34:33 / Микаел Гранлунд − 55:50 / | 0:1 1:1 1:2 2:2 2:3 | 32:28 − Франс Нилсен / 37:10 − Оливер Бјоркстранд / 58:01 − Никлас Хардт |                   | Судије Тимоти Мајер Тобијас Верли Линијске судије Дастин Макранк Петер Шефчик |
| 12 мин                                               | Искључења           | 10 мин                                                                   |                   | Судије Тимоти Мајер Тобијас Верли Линијске судије Дастин Макранк Петер Шефчик |
| 35                                                   | Шутеви на гол       | 17                                                                       |                   | Судије Тимоти Мајер Тобијас Верли Линијске судије Дастин Макранк Петер Шефчик |

| 10. мај 2018. 16:15 | Сједињене Државе | 3 : 2 (про) 1:1, 1:1, 0:0; 1:0 | Летонија | , Хернинг Посетилаца: 5.215 |

| Извор                                                          | Извор               | Извор                                                  | Извор            | Извор                                                                                |
| -------------------------------------------------------------- | ------------------- | ------------------------------------------------------ | ---------------- | ------------------------------------------------------------------------------------ |
|                                                                | Кит Кинкејд         | Голмани                                                | Елвис Мерзљикинс | Судије Оливје Гуан Константин Олењин Линијске судије Дмитриј Гољак Андреас Малмквист |
| Крис Крајдер − 11:39 / Колин Вајт − 37:38 Кам Аткинсон − 61:23 | 1:0 1:1 1:2 2:2 3:2 | / 17:52 − Увис Јанис Балинскис 23:20 − Андрис Џеришњ / |                  | Судије Оливје Гуан Константин Олењин Линијске судије Дмитриј Гољак Андреас Малмквист |
| 12 мин                                                         | Искључења           | 16 мин                                                 |                  | Судије Оливје Гуан Константин Олењин Линијске судије Дмитриј Гољак Андреас Малмквист |
| 33                                                             | Шутеви на гол       | 19                                                     |                  | Судије Оливје Гуан Константин Олењин Линијске судије Дмитриј Гољак Андреас Малмквист |

| 10. мај 2018. 20:15 | Норвешка | 0 : 5 0:3, 0:1, 0:1 | Канада | , Хернинг Посетилаца: 5.139 |

| Извор  | Извор               | Извор | Извор                        | Извор                                                                         |
| ------ | ------------------- | --- | ---------------------------- | ----------------------------------------------------------------------------- |
|        | ларс Хауген         | Голмани | Кертис Макелини Дарси Кемпер | Судије Мико Каукокари Марк Лемелин Линијске судије Николас Флури Глеб Лазарев |
| /      | 0:1 0:2 0:3 0:4 0:5 | 01:23 − Конор Макдејвид 12:49 − Бо Хорват 15:41 − Конор Макдејвид 28:03 − Конор Макдејвид 42:24 − Бо Хорват |                              | Судије Мико Каукокари Марк Лемелин Линијске судије Николас Флури Глеб Лазарев |
| 22 мин | Искључења           | 16 мин |                              | Судије Мико Каукокари Марк Лемелин Линијске судије Николас Флури Глеб Лазарев |
| 10     | Шутеви на гол       | 33 |                              | Судије Мико Каукокари Марк Лемелин Линијске судије Николас Флури Глеб Лазарев |

| 11. мај 2018. 16:15 | Данска | 3 : 0 1:0, 2:0, 0:0 | Норвешка | , Хернинг Посетилаца: 10.800 |

| Извор                                                              | Извор             | Извор   | Извор            | Извор                                                                      |
| ------------------------------------------------------------------ | ----------------- | ------- | ---------------- | -------------------------------------------------------------------------- |
|                                                                    | Фредерик Андерсен | Голмани | Хенрик Хаукеланд | Судије Јан Хрибик Тимоти Мајер Линијске судије дастин Макранк Петер Шефчик |
| Никлас Јенсен − 19:13 Никлас Јенсен − 26:17 Фредерик Сторм − 33:58 | 1:0 2:0 3:0       | −       |                  | Судије Јан Хрибик Тимоти Мајер Линијске судије дастин Макранк Петер Шефчик |
| 10 мин                                                             | Искључења         | 12 мин  |                  | Судије Јан Хрибик Тимоти Мајер Линијске судије дастин Макранк Петер Шефчик |
| 25                                                                 | Шутеви на гол     | 21      |                  | Судије Јан Хрибик Тимоти Мајер Линијске судије дастин Макранк Петер Шефчик |

| 11. мај 2018. 20:15 | Сједињене Државе | 13 : 1 4:1, 4:0, 5:0 | Јужна Кореја | , Хернинг Посетилаца: 7.563 |

| Извор | Извор                                                       | Извор               | Извор                 | Извор                                                                                |
| --- | ----------------------------------------------------------- | ------------------- | --------------------- | ------------------------------------------------------------------------------------ |
| | Скот Дарлинг                                                | Голмани             | Мет Далтон Парк Сунџе | Судије Микаел Шеквист Тобијас Верли Линијске судије Мирослав Лхотски Сакари Суоминен |
| − Андерс Ли − 08:35 Патрик Кејн − 12:56 Чарли Макивој − 13:29 Чарли Макивој − 19:16 Дерек Рајан − 23:42 Блејк Колеман − 27:06 Патрик Кејн − 28:41 Кем Аткинсон − 32:18 Тејџ Томпсон − 45:06 Кем Аткинсон − 46:11 Нил Пјонк − 49:09 Дерек Рајан − 51:40 Сони Милано − 58:50 | 0:1 1:1 2:1 3:1 4:1 5:1 6:1 7:1 8:1 9:1 10:1 11:1 12:1 13:1 | 05:23 − Ан Чинхуј − |                       | Судије Микаел Шеквист Тобијас Верли Линијске судије Мирослав Лхотски Сакари Суоминен |
| 10 мин | Искључења                                                   | 22 мин              |                       | Судије Микаел Шеквист Тобијас Верли Линијске судије Мирослав Лхотски Сакари Суоминен |
| 57 | Шутеви на гол                                               | 13                  |                       | Судије Микаел Шеквист Тобијас Верли Линијске судије Мирослав Лхотски Сакари Суоминен |

| 12. мај 2018. 12:15 | Летонија | 3 : 1 0:0, 1:0, 2:1 | Немачка | , Хернинг Посетилаца: 8.997 |

| Извор                                                                 | Извор            | Извор                   | Извор         | Извор                                                                              |
| --------------------------------------------------------------------- | ---------------- | ----------------------- | ------------- | ---------------------------------------------------------------------------------- |
|                                                                       | Елвис Мерзљикинс | Голмани                 | Никлас Тројтл | Судије Мико Каукокари Тимоти Мајер Линијске судије Николас Флури Андреас Малмквист |
| Роналдс Кенињш − 36:54 Гунтис Галвињш − 40:15 Андрис Џерињш − 47:54 − | 1:0 2:0 3:0 3:1  | − 48:40 − Доминик Кахун |               | Судије Мико Каукокари Тимоти Мајер Линијске судије Николас Флури Андреас Малмквист |
| 4 мин                                                                 | Искључења        | 14 мин                  |               | Судије Мико Каукокари Тимоти Мајер Линијске судије Николас Флури Андреас Малмквист |
| 32                                                                    | Шутеви на гол    | 34                      |               | Судије Мико Каукокари Тимоти Мајер Линијске судије Николас Флури Андреас Малмквист |

| 12. мај 2018. 16:15 | Данска | 3 : 1 0:0, 2:1, 1:0 | Јужна Кореја | , Хернинг Посетилаца: 10.591 |

| Извор                                                             | Извор             | Извор                  | Извор      | Извор                                                                         |
| ----------------------------------------------------------------- | ----------------- | ---------------------- | ---------- | ----------------------------------------------------------------------------- |
|                                                                   | Фредерик Андерсен | Голмани                | Мет Далтон | Судије Оливер Гуан Микаел Шеквист Линијске судије Глеб Лазарев Дастин Макранк |
| Франс Нилсен − 22:55 − Јеспер Јенсен − 32:14 Никлас Хардт − 56:35 | 1:0 1:1 2:1 3:1   | − 24:18 − Ким Кисунг − |            | Судије Оливер Гуан Микаел Шеквист Линијске судије Глеб Лазарев Дастин Макранк |
| 4 мин                                                             | Искључења         | 8 мин                  |            | Судије Оливер Гуан Микаел Шеквист Линијске судије Глеб Лазарев Дастин Макранк |
| 28                                                                | Шутеви на гол     | 14                     |            | Судије Оливер Гуан Микаел Шеквист Линијске судије Глеб Лазарев Дастин Макранк |

| 12. мај 2018. 20:15 | Канада | 1 : 5 1:3, 0:0, 0:2 | Финска | , Хернинг Посетилаца: 9.313 |

| Извор                         | Извор                         | Извор | Извор       | Извор                                                                            |
| ----------------------------- | ----------------------------- | --- | ----------- | -------------------------------------------------------------------------------- |
|                               | Кертис Макелини Дарси Квемпер | Голмани | Хари Сетери | Судије Марк Лемелин Константин Олењин Линијске судије Дмитриј Гољак Петер Шефчик |
| − Жан Габријел Пажо − 10:55 − | 0:1 1:1 1:2 1:3 1:4 1:5       | 08:50 − Мико Рантанен − 13:48 − Јане Песонен 16:35 − Мико Рантанен 45:17 − Ели Толванен 45:27 − Теуво Теревејнен |             | Судије Марк Лемелин Константин Олењин Линијске судије Дмитриј Гољак Петер Шефчик |
| 22 мин                        | Искључења                     | 16 мин |             | Судије Марк Лемелин Константин Олењин Линијске судије Дмитриј Гољак Петер Шефчик |
| 31                            | Шутеви на гол                 | 22 |             | Судије Марк Лемелин Константин Олењин Линијске судије Дмитриј Гољак Петер Шефчик |

| 13. мај 2018. 16:15 | Норвешка | 3 : 9 0:3, 1:4, 2:2 | Сједињене Државе | , Хернинг Посетилаца: 4.553 |

| Извор                                                                        | Извор                                           | Извор | Извор                    | Извор                                                                              |
| ---------------------------------------------------------------------------- | ----------------------------------------------- | --- | ------------------------ | ---------------------------------------------------------------------------------- |
|                                                                              | Ларс Хауген Хенрик Хаукеланд                    | Голмани | Кит Кинкејд Скот Дарлинг | Судије Роман Гофман Тобијас Верли Линијске судије Мирослав Лхотски Сакари Суоминен |
| − Кристијан Форсберг − 27:00 − Кен Андре Олимб − 46:05 Матис Олимб − 47:09 − | 0:1 0:2 0:3 0:4 1:4 1:5 1:6 1:7 1:8 2:8 3:8 3:9 | 08:24 − Патрик Кејн 12:18 − Патрик Кејн 15:25 − Чарли Маквој 21:03 − Дилан Ларкин − 30:38 − Алек Мартинез 36:40 − Андерс Ли 39:08 − Кем Аткинсон 42:50 − Колин Вајт − 57:27 − Нил Пјонк |                          | Судије Роман Гофман Тобијас Верли Линијске судије Мирослав Лхотски Сакари Суоминен |
| 10 мин                                                                       | Искључења                                       | 22 мин |                          | Судије Роман Гофман Тобијас Верли Линијске судије Мирослав Лхотски Сакари Суоминен |
| 26                                                                           | Шутеви на гол                                   | 48 |                          | Судије Роман Гофман Тобијас Верли Линијске судије Мирослав Лхотски Сакари Суоминен |

| 13. мај 2018. 20:15 | Немачка | 3 : 2 (про) 0:1, 2:0, 0:1; 1:0 | Финска | , Хернинг Посетилаца: 5.077 |

| Извор                                                                   | Извор               | Извор                                           | Извор     | Извор                                                                     |
| ----------------------------------------------------------------------- | ------------------- | ----------------------------------------------- | --------- | ------------------------------------------------------------------------- |
|                                                                         | Матијас Нидербергер | Голмани                                         | Виле Хусо | Судије Оливије Гуан Јан Хрибик Линијске судије Николас Флури Глеб Лазарев |
| − Фредерик Тифелс − 25:56 Бјерн Круп − 38:48 − Маркус Ајзеншмид − 62:00 | 0:1 1:1 2:1 2:2 3:2 | 02:26 − Ели Толванен − 57:54 − Себастијан Ахо − |           | Судије Оливије Гуан Јан Хрибик Линијске судије Николас Флури Глеб Лазарев |
| 6 мин                                                                   | Искључења           | 4 мин                                           |           | Судије Оливије Гуан Јан Хрибик Линијске судије Николас Флури Глеб Лазарев |
| 15                                                                      | Шутеви на гол       | 30                                              |           | Судије Оливије Гуан Јан Хрибик Линијске судије Николас Флури Глеб Лазарев |

| 14. мај 2018. 16:15 | Јужна Кореја | 0 : 3 0:1, 0:0, 0:2 | Норвешка | , Хернинг Посетилаца: 3.330 |

| Извор  | Извор         | Извор                                                                    | Извор       | Извор                                                                            |
| ------ | ------------- | ------------------------------------------------------------------------ | ----------- | -------------------------------------------------------------------------------- |
|        | Мет Далтон    | Голмани                                                                  | Ларс Хауген | Судије Брет Ајверсон Мико Каукокари Линијске судије Дмитриј Гољак Дастин Макранк |
| −      | 0:1 0:2 0:3   | 13:35 − Тобијас Линдстрем 46:55 − Томас Валкве Олсен 50:02 − Јонас Холес |             | Судије Брет Ајверсон Мико Каукокари Линијске судије Дмитриј Гољак Дастин Макранк |
| 12 мин | Искључења     | 2 мин                                                                    |             | Судије Брет Ајверсон Мико Каукокари Линијске судије Дмитриј Гољак Дастин Макранк |
| 17     | Шутеви на гол | 30                                                                       |             | Судије Брет Ајверсон Мико Каукокари Линијске судије Дмитриј Гољак Дастин Макранк |

| 14. мај 2018. 20:15 | Канада | 2 : 1 (про) 1:0, 0:0, 0:1; 1:0 | Летонија | , Хернинг Посетилаца: 2.966 |

| Извор                                           | Извор         | Извор                         | Извор               | Извор                                                                           |
| ----------------------------------------------- | ------------- | ----------------------------- | ------------------- | ------------------------------------------------------------------------------- |
|                                                 | Дарси Квемпер | Голмани                       | Кристерс Гудљевскис | Судије Стивен Рено Тобијас Верли Линијске судије Андреас Малмквист Петер Шефчик |
| Антони Бувије − 02:51 − Конор Макдејвид − 60:46 | 1:0 1:1 2:1   | − 41:50 − Кристијанс Рубинс − |                     | Судије Стивен Рено Тобијас Верли Линијске судије Андреас Малмквист Петер Шефчик |
| 4 мин                                           | Искључења     | 4 мин                         |                     | Судије Стивен Рено Тобијас Верли Линијске судије Андреас Малмквист Петер Шефчик |
| 33                                              | Шутеви на гол | 15                            |                     | Судије Стивен Рено Тобијас Верли Линијске судије Андреас Малмквист Петер Шефчик |

| 15. мај 2018. 16:15 | Финска | 6 : 2 2:0, 1:0, 3:2 | Сједињене Државе | , Хернинг Посетилаца: 6.343 |

| Извор | Извор                           | Извор                                         | Извор       | Извор                                                                                  |
| --- | ------------------------------- | --------------------------------------------- | ----------- | -------------------------------------------------------------------------------------- |
| | Хари Сетери                     | Голмани                                       | Кит Кинкејд | Судије Брет Ајверсон Михаел Шеквист Линијске судије Мирослав Лхотски Андреас Малмквист |
| Себастијан Ахо − 10:17 Себастијан Ахо − 17:15 Мико Рантанен − 37:51 Марко Антила − 47:42 − Каспари Капанен − 53:57 − Себастијан Ахо − 56:45 | 1:0 2:0 3:0 4:0 4:1 5:1 5:2 6:2 | − 51:33 − Патрик Кејн − 54:44 − Дерек Рајан − |             | Судије Брет Ајверсон Михаел Шеквист Линијске судије Мирослав Лхотски Андреас Малмквист |
| 8 мин | Искључења                       | 10 мин                                        |             | Судије Брет Ајверсон Михаел Шеквист Линијске судије Мирослав Лхотски Андреас Малмквист |
| 36 | Шутеви на гол                   | 37                                            |             | Судије Брет Ајверсон Михаел Шеквист Линијске судије Мирослав Лхотски Андреас Малмквист |

| 15. мај 2018. 16:15 | Канада | 3 : 0 1:0, 1:0, 1:0 | Немачка | , Хернинг Посетилаца: 6.200 |

| Извор                                                                | Извор         | Извор   | Извор         | Извор                                                                      |
| -------------------------------------------------------------------- | ------------- | ------- | ------------- | -------------------------------------------------------------------------- |
|                                                                      | Дарси Квемпер | Голмани | Никлас Тројтл | Судије Роман Гофман Стивен Рено Линијске судије Николас Флури Глеб Лазарев |
| Брејден Шен − 00:20 Рајан Нуџент Хопкинс − 28:14 Тајсон Џост − 49:48 | 1:0 2:0 3:0   | −       |               | Судије Роман Гофман Стивен Рено Линијске судије Николас Флури Глеб Лазарев |
| 4 мин                                                                | Искључења     | 6 мин   |               | Судије Роман Гофман Стивен Рено Линијске судије Николас Флури Глеб Лазарев |
| 30                                                                   | Шутеви на гол | 12      |               | Судије Роман Гофман Стивен Рено Линијске судије Николас Флури Глеб Лазарев |

| 15. мај 2018. 20:15 | Летонија | 1 : 0 1:0, 0:0, 0:0 | Данска | , Хернинг Посетилаца: 10.800 |

| Извор                 | Извор            | Извор   | Извор             | Извор                                                                             |
| --------------------- | ---------------- | ------- | ----------------- | --------------------------------------------------------------------------------- |
|                       | Елвис Мерзљикинс | Голмани | Фредерик Андерсен | Судије Антоњин Јержабек Јозеф Кубуш Линијске судије Дмитриј Гољак Сакари Суоминен |
| Андрис Џерињш − 09:14 | 1:0              | −       |                   | Судије Антоњин Јержабек Јозеф Кубуш Линијске судије Дмитриј Гољак Сакари Суоминен |
| 2 мин                 | Искључења        | 16 мин  |                   | Судије Антоњин Јержабек Јозеф Кубуш Линијске судије Дмитриј Гољак Сакари Суоминен |
| 28                    | Шутеви на гол    | 19      |                   | Судије Антоњин Јержабек Јозеф Кубуш Линијске судије Дмитриј Гољак Сакари Суоминен |

## Елиминациона фаза
|  | Четвртфинала     | Четвртфинала     |                  |   | Полуфинала         | Полуфинала         |  |  | Финале | Финале |
|  |                  |                  |                  |   |                    |                    |  |  |        |        |
|  | 17. мај          |                  |                  |   |                    |                    |  |  |        |        |
|  |                  |                  |                  |   |                    |                    |  |  |        |        |
|  | Шведска          | 3                |                  |   |                    |                    |  |  |        |        |
|  | Шведска          | 3                | 19. мај          |   |                    |                    |  |  |        |        |
|  | Летонија         | 2                |                  |   |                    |                    |  |  |        |        |
|  | Летонија         | 2                | Шведска          | 6 |                    |                    |  |  |        |        |
|  | 17. мај          |                  | Шведска          | 6 |                    |                    |  |  |        |        |
|  |                  | Сједињене Државе | 0                |   |                    |                    |  |  |        |        |
|  | Сједињене Државе | Сједињене Државе | 0                | 3 |                    |                    |  |  |        |        |
|  | Сједињене Државе |                  | 20. мај          | 3 |                    |                    |  |  |        |        |
|  | Чешка            | 2                |                  |   |                    |                    |  |  |        |        |
|  | Чешка            | 2                | Шведска          | 3 |                    |                    |  |  |        |        |
|  | 17. мај          |                  | Шведска          | 3 |                    |                    |  |  |        |        |
|  |                  | Швајцарска       | 2                |   |                    |                    |  |  |        |        |
|  | Русија           | Швајцарска       | 2                | 4 |                    |                    |  |  |        |        |
|  | Русија           | 19. мај          |                  | 4 |                    |                    |  |  |        |        |
|  | Канада           | 5                |                  |   |                    |                    |  |  |        |        |
|  | Канада           | 5                | Канада           | 2 |                    |                    |  |  |        |        |
|  | 17. мај          |                  | Канада           | 2 |                    |                    |  |  |        |        |
|  |                  | Швајцарска       | 3                |   | Утакмица за бронзу | Утакмица за бронзу |  |  |        |        |
|  | Финска           | Швајцарска       | 3                | 2 | Утакмица за бронзу | Утакмица за бронзу |  |  |        |        |
|  | Финска           |                  | 20. мај          | 2 |                    |                    |  |  |        |        |
|  | Швајцарска       | 3                |                  |   |                    |                    |  |  |        |        |
|  | Швајцарска       | 3                | Сједињене Државе | 4 |                    |                    |  |  |        |        |
|  |                  |                  |                  |   |                    |                    |  |  |        |        |
|  | Канада           | 1                |                  |   |                    |                    |  |  |        |        |
|  | Канада           | 1                |                  |   |                    |                    |  |  |        |        |

### Четвртфинала
| 17. мај 2018. 16:15 | Русија | 4 : 5 (про) 0:1, 2:1, 2:2; 0:1 | Канада | , Копенхаген Посетилаца: 9.017 |

| Извор | Извор                               | Извор | Извор         | Извор                                                                          |
| --- | ----------------------------------- | --- | ------------- | ------------------------------------------------------------------------------ |
| | Игор Шестјоркин                     | Голмани | Дарси Квемпер | Судије Марк Лемелин Алекси Рантала Линијске судије Брајан Оливер Хану Сормунен |
| − Иља Михејев − 32:53 Александар Барабанов − 37:32 − Сергеј Андронов − 48:44 − Артјом Анисимов − 54:34 − | 0:1 0:2 1:2 2:2 2:3 3:3 3:4 4:4 4:5 | 04:45 − Колтон Парајко 31:51 − Рајан Нуџент Хопкинс − 47:11 − Кајл Турис − 52:36 − Пијер Лик Дибоа − 64:57 − Рајан О'Рајли |               | Судије Марк Лемелин Алекси Рантала Линијске судије Брајан Оливер Хану Сормунен |
| 8 мин | Искључења                           | 2 мин |               | Судије Марк Лемелин Алекси Рантала Линијске судије Брајан Оливер Хану Сормунен |
| 30 | Шутеви на гол                       | 41 |               | Судије Марк Лемелин Алекси Рантала Линијске судије Брајан Оливер Хану Сормунен |

| 17. мај 2018. 16:15 | Сједињене Државе | 3 : 2 2:0, 0:2, 1:0 | Чешка | , Хернинг Посетилаца: 4.846 |

| Извор                                                          | Извор               | Извор                                         | Извор          | Извор                                                                            |
| -------------------------------------------------------------- | ------------------- | --------------------------------------------- | -------------- | -------------------------------------------------------------------------------- |
|                                                                | Кит Кинкејд         | Голмани                                       | Павел Францоуз | Судије Мико Каукокари Јозеф Кубуш Линијске судије Дастин Макранк Сакари Суоминен |
| Патрик Кејн − 10:36 Кем Аткинсон − 12:19 − Патрик Кејн − 46:58 | 1:0 2:0 2:1 2:2 3:2 | − 24:56 − Михал Ржепик 30:55 − Мартин Нечас − |                | Судије Мико Каукокари Јозеф Кубуш Линијске судије Дастин Макранк Сакари Суоминен |
| 10 мин                                                         | Искључења           | 2 мин                                         |                | Судије Мико Каукокари Јозеф Кубуш Линијске судије Дастин Макранк Сакари Суоминен |
| 31                                                             | Шутеви на гол       | 26                                            |                | Судије Мико Каукокари Јозеф Кубуш Линијске судије Дастин Макранк Сакари Суоминен |

| 17. мај 2018. 20:15 | Шведска | 3 : 2 0:0, 1:1, 2:1 | Летонија | , Копенхаген Посетилаца: 12.10490 |

| Извор                                                                          | Извор               | Извор                                               | Извор            | Извор                                                                                   |
| ------------------------------------------------------------------------------ | ------------------- | --------------------------------------------------- | ---------------- | --------------------------------------------------------------------------------------- |
|                                                                                | Андерс Нилсон       | Голмани                                             | Елвис Мерзљикинс | Судије Тимоти Мајер Константин Олењин Линијске судије Лукас Колмилер Александар Отмахов |
| Филип Форсберг − 26:36 − Виктор Арвидсон − 41:49 Оливер Екман Ларсон − 46:27 − | 1:0 1:1 2:1 3:1 3:2 | − 31:59 − Теодорс Бљугерс − 50:21 − Рудолфс Балцерс |                  | Судије Тимоти Мајер Константин Олењин Линијске судије Лукас Колмилер Александар Отмахов |
| 2 мин                                                                          | Искључења           | 34 мин                                              |                  | Судије Тимоти Мајер Константин Олењин Линијске судије Лукас Колмилер Александар Отмахов |
| 24                                                                             | Шутеви на гол       |                                                     |                  | Судије Тимоти Мајер Константин Олењин Линијске судије Лукас Колмилер Александар Отмахов |

| 17. мај 2018. 20:15 | Финска | 2 : 3 1:0, 0:3, 1:0 | Швајцарска | , Хернинг Посетилаца: 5.634 |

| Извор                                           | Извор               | Извор                                                             | Извор           | Извор                                                                             |
| ----------------------------------------------- | ------------------- | ----------------------------------------------------------------- | --------------- | --------------------------------------------------------------------------------- |
|                                                 | Хари Сетери         | Голмани                                                           | Леонардо Џенони | Судије Антоњин Јержабек Стивен Рено Линијске судије Глеб Лазарев Мирослав Лхотски |
| Маркус Нутивара − 07:01 − Мико Рантанен − 48:20 | 1:0 1:1 1:2 1:3 2:3 | − 29:13 − Енцо Корви 32:32 − Јоел Вермин 33:08 − Грегори Хофман − |                 | Судије Антоњин Јержабек Стивен Рено Линијске судије Глеб Лазарев Мирослав Лхотски |
| 0 мин                                           | Искључења           | 8 мин                                                             |                 | Судије Антоњин Јержабек Стивен Рено Линијске судије Глеб Лазарев Мирослав Лхотски |
| 34                                              | Шутеви на гол       | 27                                                                |                 | Судије Антоњин Јержабек Стивен Рено Линијске судије Глеб Лазарев Мирослав Лхотски |

### Полуфинала
| 19. мај 2018. 15:15 | Шведска | 6 : 0 1:0, 3:0, 2:0 | Сједињене Државе | , Копенхаген Посетилаца: 12.490 |

| Извор | Извор                   | Извор   | Извор       | Извор                                                                          |
| --- | ----------------------- | ------- | ----------- | ------------------------------------------------------------------------------ |
| | Андерс Нилсон           | Голмани | Кит Кинкејд | Судије Роман Гофман оливер Гуан Линијске судије Дастин Макранк Нејтан Ваностен |
| Виктор Арвидсон − 14:43 Магнус Пејерви − 27:09 Патрик Хернквист − 30:05 Матијас Јанмарк Нилен − 30:16 Виктор Арвидсон − 51:07 Адријан Кемпе − 57:01 | 1:0 2:0 3:0 4:0 5:0 6:0 | −       |             | Судије Роман Гофман оливер Гуан Линијске судије Дастин Макранк Нејтан Ваностен |
| 14 мин | Искључења               | 6 мин   |             | Судије Роман Гофман оливер Гуан Линијске судије Дастин Макранк Нејтан Ваностен |
| 20 | Шутеви на гол           | 41      |             | Судије Роман Гофман оливер Гуан Линијске судије Дастин Макранк Нејтан Ваностен |

| 19. мај 2018. 19:15 | Канада | 2 : 3 0:1, 1:1, 1:1 | Швајцарска | , Копенхаген Посетилаца: 12.166 |

| Извор                                        | Извор               | Извор                                                                | Извор           | Извор                                                                            |
| -------------------------------------------- | ------------------- | -------------------------------------------------------------------- | --------------- | -------------------------------------------------------------------------------- |
|                                              | Дарси Квемпер       | Голмани                                                              | Леонардо Џенони | Судије Мико Каукокари Јозеф Кубуш Линијске судије Мирослав Лхотски Брајан Оливер |
| − Бо Хорват − 27:20 − Колтон Парајко − 57:53 | 0:1 1:1 1:2 1:3 2:3 | 18:41 − Тристан Шервеј − 29:40 − Грегори Хофман 44:14 − Гаетан Хас − |                 | Судије Мико Каукокари Јозеф Кубуш Линијске судије Мирослав Лхотски Брајан Оливер |
| 6 мин                                        | Искључења           | 2 мин                                                                |                 | Судије Мико Каукокари Јозеф Кубуш Линијске судије Мирослав Лхотски Брајан Оливер |
| 45                                           | Шутеви на гол       | 17                                                                   |                 | Судије Мико Каукокари Јозеф Кубуш Линијске судије Мирослав Лхотски Брајан Оливер |

### Утакмица за бронзану медаљу
| 20. мај 2018. 15:45 | Сједињене Државе | 4 : 1 0:0, 1:1, 3:0 | Канада | , Копенхаген Посетилаца: 12.111 |

| Извор                                                                            | Извор               | Извор                          | Извор           | Извор                                                                              |
| -------------------------------------------------------------------------------- | ------------------- | ------------------------------ | --------------- | ---------------------------------------------------------------------------------- |
|                                                                                  | Кит Кинкејд         | Голмани                        | Кертис Макелини | Судије Мико Каукокари Јозеф Кубуш Линијске судије Мирослав Лхотски Сакари Суоминен |
| Крис Крајдер − 26:40 − Ник Бонино − 53:21 Андерс Ли − 57:45 Крис Крајдер − 58:18 | 1:0 1:1 2:1 3:1 4:1 | − 38:06 − Марк Едуард Влашић − |                 | Судије Мико Каукокари Јозеф Кубуш Линијске судије Мирослав Лхотски Сакари Суоминен |
| 4 мин                                                                            | Искључења           | 14 мин                         |                 | Судије Мико Каукокари Јозеф Кубуш Линијске судије Мирослав Лхотски Сакари Суоминен |
| 37                                                                               | Шутеви на гол       | 25                             |                 | Судије Мико Каукокари Јозеф Кубуш Линијске судије Мирослав Лхотски Сакари Суоминен |

### Финале
| 20. мај 2018. 20:15 | Шведска | 3 : 2 (пен) 1:1, 1:1, 0:0; 0:0; 1:0 | Швајцарска | , Копенхаген Посетилаца: 12.490 |

| Извор | Извор                  | Извор | Извор           | Извор                                                                        |
| --- | ---------------------- | --- | --------------- | ---------------------------------------------------------------------------- |
| | Андерс Нилсон          | Голмани | Леонардо Џенони | Судије Роман Гофман Оливер Гуан Линијске судије Глеб Лазарев Нејтан Ваностен |
| − Густав Никвист − 17:54 − Мика Зибанежад − 34:53 Мика Зибанежад Рикард Ракел Оливер Екман Ларсон Филип Форсберг | 0:1 1:1 1:2 2:2 Пенали | 16:38 − Нино Нидерајтер − 23:13 − Тимо Мајер − Свен Андригето Кевин Фјала Енцо Корви Гаетан Хас Нино Нидерајтер |                 | Судије Роман Гофман Оливер Гуан Линијске судије Глеб Лазарев Нејтан Ваностен |
| 4 мин | Искључења              | 10 мин |                 | Судије Роман Гофман Оливер Гуан Линијске судије Глеб Лазарев Нејтан Ваностен |
| 38 | Шутеви на гол          | 27 |                 | Судије Роман Гофман Оливер Гуан Линијске судије Глеб Лазарев Нејтан Ваностен |

## Коначни пласман и признања

### Коначан пласман
Коначан пласман на светском првенству елитне дивизије 2018. је следећи:
|     | Шведска          |
|     | Швајцарска       |
|     | Сједињене Државе |
| 4.  | Канада           |
| 5.  | Финска           |
| 6.  | Русија           |
| 7.  | Чешка            |
| 8.  | Летонија         |
| 9.  | Словачка         |
| 10. | Данска           |
| 11. | Немачка          |
| 12. | Француска        |
| 13. | Норвешка         |
| 14. | Аустрија         |
| 15. | Белорусија       |
| 16. | Јужна Кореја     |

## Играчка статистика

### Најбољи стрелци првенства
Игарчи су на листи рангирани по броју освојених поена, а потом по головима:
| Хокејаш               | Ут. | Гол. | Асис. | Поени | +/- | Искљ. у мин |
| --------------------- | --- | ---- | ----- | ----- | --- | ----------- |
| Патрик Кејн           | 10  | 8    | 12    | 20    | −2  | 0           |
| Себастијан Ахо        | 8   | 9    | 9     | 18    | +15 | 2           |
| Конор Макдејвид       | 10  | 5    | 12    | 17    | +6  | 10          |
| Рикард Ракел          | 10  | 6    | 8     | 14    | +7  | 6           |
| Теуво Теревејнен      | 8   | 5    | 9     | 14    | +14 | 8           |
| Кем Аткинсон          | 10  | 7    | 4     | 11    | −3  | 2           |
| Мика Зибанежад        | 10  | 6    | 5     | 11    | +10 | 0           |
| Мико Рантанен         | 8   | 5    | 6     | 11    | +1  | 6           |
| Матијас Јанмарк Нилен | 10  | 4    | 6     | 10    | +8  | 8           |
| Крис Крајдер          | 10  | 4    | 6     | 10    | +7  | 2           |

Извор: 

### Најбољи голмани
Статистика 5 најбољих голмана базирана на проценту одбрањених шутева ка голу (сваки од голмана је одиграо минимум 40% минута своје екипе):
| Голман            | Мин    | ПГ | ППГ  | ШГ  | Одб%  | БПГ |
| ----------------- | ------ | -- | ---- | --- | ----- | --- |
| Андерс Нилсон     | 440:00 | 8  | 1,09 | 174 | 95,40 | 3   |
| Фредерик Андерсен | 362:56 | 10 | 1,65 | 178 | 94,38 | 1   |
| Игор Шестјоркин   | 204:57 | 5  | 1,46 | 86  | 94,19 | 2   |
| Елвис Мерзљикинс  | 360:35 | 9  | 1,50 | 151 | 94,04 | 2   |
| Хари Сетери       | 298:31 | 7  | 1,41 | 114 | 93,86 | 1   |

Извор: 

## Састави освајача медаља
|                 | Злато | Сребро | Бронза |  |  |  |
|                 | | | |  |  |  |
| Освајачи медаља | Шведска · Јон Клингберг · Матијас Екхолм · Микаел Викстранд · Адам Ларсон · Адријан Кемпе · Микаел Баклунд К · Јохан Ларсон · Матијас Јанмарк Нилен · Густав Никвист · Денис Еверберг · Оливер Екман Ларсон · Лиас Андерсон · Јакоб де ла Росе · Филип Густавсон · Андерс Нилсон · Виктор Арвидсон · Магнус Хелберг · Елијас Петерсон · Хампус Линдхолм · Ерик Густафсон · Рикард Ракел · Патрик Хернквист · Филип Форсберг · Магнус Пејерви · Мика Зибанежад · Селектор: Рикард Гренборг | Швајцарска · Крис Балтисбергер · Грегори Хофман · Рафаел Дијаз К · Рето Шапи · Рето Бера · Кевин Фјала · Нино Нидерајтер · Тимо Мајер · Деан Кукан · Лукас Фрик · Мирко Милер · Михаел Фора · Ноа Род · Тристан Шервеј · Жил Сен · Леонардо Џенони · Рамон Унтерсандер · Енцо Корви · Јоел Џенаци · Дамијен Рјат · Симон Мозер · Јоел Вермин · Свен Андригето · Роман Јоси · Гаетан Хас · Селектор: Патрик Фишер | Сједињене Државе · Кит Кинкејд · Ник Бонино · Вил Батчер · Конор Марфи · Дерек Рајан · Алекс Дебринкет · Џони Гудро · Ник Јенсен · Крис Крајдер · Дилан Ларкин · Сони Милано · Алек Мартинез · Блејк Колеман · Андерс Ли · Тејџ Томпсон · Скот Дарлинг · Чарли Линдгрен · Колин Вајт · Брајан Гибонс · Квин Хјуџс · Нил Пјонк · Чарли Макивој · Џордан Естерле · Патрик Кејн К · Кем Аткинсон · Селектор: Џеф Блашил |  |  |  |